# جيمي روي (لاعب هوكي الجليد)
جيمي روي هو لاعب هوكي الجليد كندي، ولد في 22 سبتمبر 1975 في Sioux Lookout ‏ في كندا.

## وصلات خارجية
- جيمي روي على موقع دوري الهوكي الوطني (الإنجليزية)
- جيمي روي على موقع EliteProspects.com (الإنجليزية)
- جيمي روي على موقع Eurohockey.com (الإنجليزية)
- جيمي روي على موقع HockeyDB.com (الإنجليزية)